# Aboubakr Chraïbi
Pour les articles homonymes, voir Chraïbi.
Aboubakr Chraïbi (أبو بكر الشرايبي) est un universitaire, philologue, spécialiste de narratologie et, plus particulièrement, de la littérature arabe médiane dont il a développé le concept. 

## Biographie
Né à Fès (Maroc) en 1962, Aboubakr Chraïbi a fait des études de philologie et de narratologie (doctorat écrit sous la direction de Claude Bremond soutenu en 1993 à l'EHESS) et au Collège de France avec le Professeur André Miquel. Il est professeur des universités à l'Institut national des langues et civilisations orientales et appartient au Centre de recherches Moyen-Orient Méditerranée (CERMOM). Il exerce en cette qualité divers mandats universitaires.
Aboubakr Chraïbi a été responsable du projet « Les Mille et Une Nuits : Sources et Fonctions dans l'Islam médiéval arabe » à l'Agence nationale de la recherche (MSFIMA 2011-2015).
Il appartient également à de nombreuses sociétés savantes comme la Société asiatique, American Comparative Literature Association, l'Union européenne des arabisants et islamisants.